# Calathea vinosa
Calathea vinosa är en strimbladsväxtart som beskrevs av H.A.Kenn. Calathea vinosa ingår i släktet Calathea och familjen strimbladsväxter. Inga underarter finns listade.